# 존 리빙스톤 네비우스

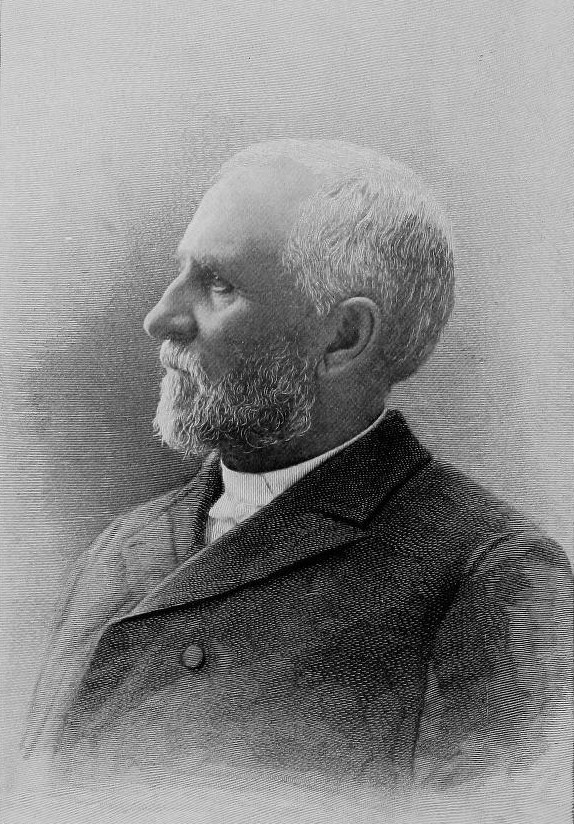
존 리빙스톤 네비우스(John Livingston Nevius)

존 리빙스톤 네비우스 (John Livingston Nevius, 1829년 3월 4일 - 1893년 10월 19일) 혹은 네비우스는 중국에 온 미국 개신교 선교사로서 40년 동안 사역을 하였으며 언더우드가 있던 한국 새문안 교회에 와서 사경회를 통하여 큰 영향을 주었다. 미국 유니온 대학과 프린스턴 신학교에서 공부하였다. 그는 선교정책으로 유명한데 네비우스 선교방법이라고 한다.
1. 선교사가 개인적으로 널리 순회하며 전도함.
2. 사역의 모든 분야에서 성경이 중심이 됨.
3. 자전(自傳:Self-propagation) : 모든 신자는 다른 사람들을 가르치는 자가 되며 동시에 자기보다 나은, 다른 사람으로부터 배우는 자가 된다. 모든 개인과 집단(소수 그리스도교인의 모임)은 휘묻이법에 의해 사역을 확장시키려고 노력한다.
4. 자치(自治:Self-government) : 모든 그룹은 선임된 무보수 영수의 관할을 받는다. 순회 교구들은 나중에 목사가 될 유급 조사들의 관할을 받는다. 순회 집회시에는 교인들을 훈련시켜 훗날 구역, 지방, 전국의 지도자가 되게 한다.
5. 자급(自給:Self-support) : 신자들이 스스로 마련한 예배당을 소유한다. 각 그룹은 창립되자마자 순회 조사의 봉급을 지불하기 시작한다. 학교조차도 부분적인 보조금을 받도록 한다. 이것은 설립될 당시에만 필요하다. 개교회의 목사에게 외국의 자금으로 사례를 지불하지 않는다.
6. 모든 신자는 그룹 영수와 순회 조사 아래서 조직적인 성경 공부를 한다. 그리고 모든 영수와 조사는 성경연구모임을 통해 조직적으로 성경을 공부한다.
7. 성경적 형벌을 통해 엄격한 징계를 실시한다.
8. 다른 선교 단체와 협력하고 연합한다. 아니면 최소한 영역이라도 분리한다.
9. 법정 소송 사건이나 그와 유사한 문제에 대해 간섭하지 않는다.
10. 민중의 경제 문제에서 가능할 경우 일반적인 도움을 준다.[1][2]

## 참고 문헌
- Helen Sanford Coan Nevius. Our Life in China (New York, R. Carter, 1869).
- Nevius, J. L. China and the Chinese (New York, Harper & brothers, 1869)
- Nevius, J. L. Demon possession and allied themes; being an inductive study of phenomena of our own times (Chicago: F. H. Revell, 1894).
- Helen Sanford Coan Nevius. The life of John Livingston Nevius: for forty years a missionary in China (New York ; Chicago : Fleming H. Revell Co., 1895).
- Nevius, J. L. The planting and development of missionary churches (New York: Foreign mission library, 1899)
- Creegan, Charles Cole. Pioneer missionaries of the church (New York, American Tract Society, 1903).